# 蕭範
蕭 範（しょう はん、499年 - 550年）は、南朝梁の皇族。鄱陽王。字は世儀。

## 経歴
鄱陽忠烈王蕭恢の子として生まれた。太子洗馬・秘書郎を初任とし、黄門郎・衛尉卿を歴任した。毎夜自ら巡警して、武帝にその労をねぎらわれた。益州刺史として出向した。建康に召還されて領軍将軍・侍中となった。
蕭範は学問や才芸を身につけなかったが、謀略家を自認し、古物を愛好し、文才ある者を招き集めた。大同7年（541年）、使持節・都督雍梁東益南北秦五州諸軍事・鎮北将軍・雍州刺史として出向した。太清元年（547年）、東魏に対する北伐がおこなわれると、蕭範は使持節・征北大将軍・都督漢北征討諸軍事となり、穣城に進攻した。ほどなく安北将軍・南豫州刺史に転じた。侯景が渦陽で慕容紹宗に敗れ、寿陽に撤退すると、翌年に蕭範は合州刺史となって、合肥に駐屯した。蕭範は侯景の叛心を見抜いてたびたび上奏しようとしたが、朱异に握りつぶされて武帝に届かなかった。
侯景の乱により建康が包囲されると、蕭範は子の蕭嗣と裴之高らを建康の援軍に向かわせた。太清3年（549年）、開府儀同三司の位を受け、征北将軍の号に進んだ。建康が陥落すると、蕭範は合肥を放棄して、東魏の援兵を求め、2子を人質として派遣した。大宝元年（550年）、東魏は合肥を占拠したが、蕭範を助けようとはしなかった。蕭範は進退窮まって、西上して軍を樅陽に置き、尋陽王蕭大心と連絡した。蕭大心は九江に帰るため、蕭範とともに西上しようと信書を書き送った。蕭範は軍を率いて湓城に到達したものの、交通を遮断され、かれの率いる軍では多くの餓死者を出した。蕭範自身も憂憤の末に背中に膿瘍ができて死去した。享年は52。

## 子女
- 蕭嗣（字は長胤。侯景の乱のとき、晋州刺史となったが、侯景の部将の任約の攻撃を受けて、流れ矢に当たり、陣没した）

蕭範の子のうち16人は、蕭範の死後、侯景の部将の于慶之の攻撃を受けて侯瑱とともに反乱軍に降り、石頭城で穴埋めにされて殺された。

## 伝記資料
- 『梁書』巻22 列伝第16
- 『南史』巻52 列伝第42